# Niklaus Franz von Bachmann
Pour les articles homonymes, voir Bachmann.
Niklaus Leodegar Franz Ignaz von Bachmann, né le 27 mars 1740 à Näfels et mort dans la même ville le 11 février 1831 est un militaire suisse.

## Biographie
Descendant d'une famille patricienne de Glaris, il suit ses études au collège jésuite Stella Matutina de Feldkirch, puis à Rome. Il s'engage en 1756 dans le Régiment des Gardes suisses de l'armée française. Aspirant en 1758 dans la compagnie commandée par son frère Karl Josef von Bachmann, il obtient l'année suivante le commandement de sa propre troupe.
Il est ensuite promu major en 1768, puis lieutenant-colonel en 1773, puis est fait chevalier de Saint-Louis en 1778. Il est ensuite nommé colonel et instructeur des troupes françaises qui sont envoyées se battre auprès des États-Unis d'Amérique pendant la guerre d'indépendance. Commandant de régiment en 1793, il passe après la Révolution française au service du royaume de Sardaigne comme lieutenant-général en 1794. Fait prisonnier par les français lors de la création de la République cisalpine en 1797, il retourne en Suisse. 
En 1800, il commande les troupes suisses de la Deuxième Coalition et leur donne comme signe distinctif la croix blanche sur fond rouge qui deviendra la bannière officielle de la Suisse. Deux ans plus tard, il commande les troupes de la Diète fédérale qui renverse la République helvétique pendant la guerre des bâtons. 
Pendant les Cent-Jours, il est nommé général de l'armée suisse, chargé de défendre les frontières du pays. À cette occasion, il envahit une partie de la Franche-Comté devenant ainsi le dernier chef militaire suisse ayant mené une offensive à l'étranger. Des mutineries liées aux difficultés d'approvisionnement de son armée le poussent à rebrousser chemin. Il est destitué de son titre de commandant le 26 juillet 1815, non sans avoir mis en avant plusieurs problèmes d'organisation de l'armée et proposé différentes améliorations qui seront reprises par la suite.

## Sources
- (nl) Cet article est partiellement ou en totalité issu de l’article de Wikipédia en néerlandais intitulé « Niklaus Franz von Bachmann » (voir la liste des auteurs).
- « Niklaus Franz von Bachmann » dans le Dictionnaire historique de la Suisse en ligne.